# 离水花科
离水花科又名虎刺叶科或拉美冬青科，只有1属2种—Desfontainia spinosa Ruiz & Pav.和Desfontainia splendens Bonpl.，分布在从哥斯达黎加至全部安第斯山区直到南美洲最南端。
本科植物为常绿乔木或灌木；单叶对生，叶有刺；花长，花冠成筒状；果实为浆果，白色或黄色。
1981年的克朗奎斯特分类法将其列在马钱科，1998年根据基因亲缘关系分类的APG 分类法认为应该单独分出一个科，但无法放到任何 一个目中，直接放在II类真菊分支之下，可选择性地与弯药树科合并，2003年经过修订的APG II 分类法维持原分类。